# Hilda Lini
Motarilavoa Hilda Lini, née le 7 septembre 1954 dans l'île de Pentecôte (Nouvelles-Hébrides) et morte à Port-Vila (Vanuatu) le 25 mai 2025, est une femme politique vanuataise.

## Biographie
Hilda Lini est l'une des chefs traditionnels du mouvement néo-coutumier « Nation turaga (en) » de l'île de Pentecôte, et titulaire d'une licence de journalisme de l'université de Papouasie-Nouvelle-Guinée. Elle s'engage en politique dès son adolescence. Son frère, le pasteur anglican Walter Lini, est élu à la tête du gouvernement des Nouvelles-Hébrides (condominium franco-britannique) en 1979, amenant le pays à l'indépendance l'année suivante. Les Nouvelles-Hébrides deviennent alors le Vanuatu. Hilda Lini est élue députée au Parlement du Vanuatu lors des législatives de 1987 ; elle représente la capitale, Port-Vila, et le parti politique fondé par son frère, le Vanua'aku Pati. Elle est décrite comme l'une des deux premières femmes députées dans le pays, avec Maria Crowby (de l'Union des partis modérés), ce qui est vrai si l'on ne prend en compte que les élections après l'indépendance ; Tessa Fowler et Mary Gilu sont les premières femmes députées, lors des premières élections législatives du pays en 1975,.
Elle est réélue députée en 1991, représentant désormais le Parti national unifié (fondé lui aussi par son frère), et est nommée ministre de la Santé et chargée de l'accès à l'eau dans les régions rurales, dans le gouvernement de coalition dirigé par Maxime Carlot Korman (UPM). Elle est alors la première femme ministre dans l'histoire du Vanuatu. En août 1995, elle est limogée à la suite de tensions au sein de la coalition. D'octobre à novembre 1996, elle est brièvement ministre de la Justice, de la Culture et des Femmes, sous le premier ministre Serge Vohor. Ce poste est ensuite confié à Walter Lini, ce qui amène Hilda Lini à quitter le Parti national unifié et à fonder son propre parti, le Mouvement de Vanuatu. Elle perd son siège de députée lors des législatives de 1998.
Elle est surtout connue pour son engagement dans le mouvement anti-colonial dans les années 1970, et pour sa prise de position contre les essais nucléaires français et américains dans le Pacifique.
En tant que ministre de la Santé dans les années 1990, elle joue un rôle de premier plan pour persuader l'Organisation mondiale de la santé de porter la question de la légalité des essais nucléaires devant la Cour pénale internationale. En 2004, elle représente la région Pacifique lors de la conférence des Nations unies sur la non-prolifération nucléaire à New York. En 2005, elle se voit remettre le Prix international pour un avenir sans nucléaire (Nuclear-Free Future Award).
Elle continue à se présenter régulièrement aux élections législatives, dont celles de 2012, mais sans succès. Hilda Lini meurt à l'hôpital à Port-Vila le 25 mai 2025.